# Vi to
Vi to è il quarto e ultimo singolo estratto dal secondo album della cantante danese Medina, intitolato Velkommen til Medina. È stato pubblicato il 19 aprile 2010 dalle etichette discografiche At:tack e Labelmade. Il singolo è stato prodotto dalla squadra di produttori Providers ed è stato scritto da Medina Valbak, Rasmus Stabell e Jeppe Federspiel.
Il singolo è rimasto in classifica in Danimarca per 38 settimane non consecutive e ha raggiunto la seconda posizione, che ha mantenuto per una sola settimana.

## Tracce
Download digitale
1. Vi to - 4:01

Remix
1. Vi to (Svenstrup & Vendelboe Remix) - 4:41

## Classifiche
| Classifica (2010) | Posizione massima |
| ----------------- | ----------------- |
| Danimarca         | 2                 |